# Port Penn (Delaware)
Port Penn é uma região censo-designada localizada no estado americano do Delaware, no Condado de New Castle. Situa-se abaixo do Canal Chesapeake & Delaware, na margem oeste do rio Delaware. Possui 162 habitantes, de acordo com o censo nacional de 2020. O Port Penn Interpretive Center está localizado na região.

## Geografia
De acordo com o Departamento do Censo dos Estados Unidos, a região tem uma área de 1,2 km², dos quais 1 km² estão cobertos por terra e 0,2 km² (12,4%) por água.

## Demografia

### Censo 2020
Segundo o censo nacional de 2020, a sua população é de 162 habitantes e sua densidade populacional de 154,6 hab/km².
Possui 79 residências que resulta em uma densidade de 75,4 residências/km². Deste total, 12,7% das unidades habitacionais estão desocupadas. A média de ocupação é de 2,3 pessoas por residência.

## Marcos históricos
O Registro Nacional de Lugares Históricos lista 10 marcos históricos em Port Penn. O primeiro marco foi designado em 3 de abril de 1973 e o mais recente em 21 de setembro de 2001, o Robert Grose House.